# Shire of Mount Magnet
Shire of Mount Magnet is een lokaal bestuursgebied (LGA) in de regio Mid West in West-Australië. Shire of Mount Magnet telde 653 inwoners in 2021. De hoofdplaats is Mount Magnet.

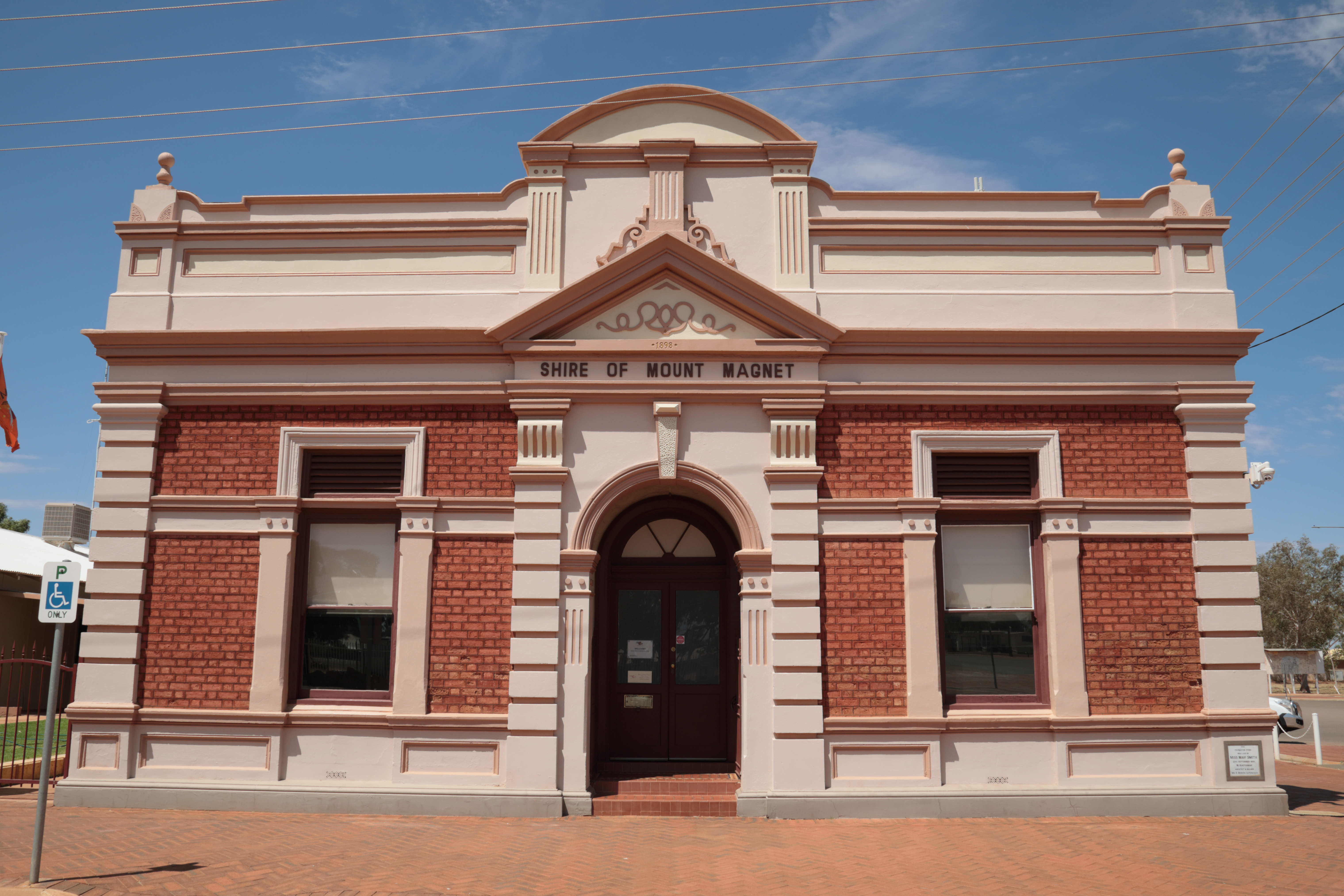
Kantoren Shire of Mount Magnet

## Geschiedenis
Op 1 mei 1896 werd het 'Mount Magnet Municipal District' opgericht en op 20 september 1901 het 'Mount Magnet Road District'. Op 18 oktober 1918 ging het 'Mount Magnet Municipal District' in het 'Mount Magnet Road District' op. Ten gevolge de 'Local Government Act' van 1960 veranderde het district van naam en werd op 23 juni 1961 de 'Shire of Mount Magnet'.

## Beschrijving
'Shire of Mount Magnet' is een district in de regio Mid West. De hoofdplaats is Mount Magnet. Het district is ongeveer 13.500 km² groot en 570 kilometer ten noordoosten van de West-Australische hoofdstad Perth gelegen. De belangrijkste economische sectoren zijn de mijnindustrie, de extensieve veeteelt en het toerisme.
Het district telde 653 inwoners in 2021, tegenover 1.070 in 2001. Iets minder dan 10 % van de bevolking is van inheemse afkomst.

## Plaatsen, dorpen en lokaliteiten
- Mount Magnet
- Boogardie
- Daggar Hills
- Lennonville
- Paynesville
- Yoweragabbie